# Drapetisca
Drapetisca là một loài nhện trong họ Linyphiidae.

## Các loài
- Drapetisca alteranda Chamberlin, 1909
- Drapetisca australis Forster, 1955
- Drapetisca bicruris Tu & Li, 2006
- Drapetisca oteroana Gertsch, 1951
- Drapetisca socialis (Sundevall, 1833)